# Анжеро-Судженськ
Анже́ро-Су́дженськ (рос. Анжеро-Судженск) — місто, центр Анжеро-Судженського міського округу Кемеровської області, Росія.

## Історія
Анжеро-Судженськ виник на місці шахтарських селищ у 1896 році у зв'язку з побудовою Великої Сибірської залізничної магістралі.
За роки Радянської влади Анжеро-Судженськ став одним з найбільших центрів вугільної промисловості в Кузнецькому басейні. Місто було спецпоселенням для репресованих СРСР.

## Населення
Населення — 76646 осіб (2010; 86480 у 2002).

## Господарство
У місті працюють заводи з виробництва гірничого устаткування, вагоноремонтний, скляний, хімічно-фармацевтична фабрика та ін.
У місті є залізнична станція.

### Освіта
Гірничий та хімічно-фармацевтичний технікуми, медичне училище, театр, загальноосвітні і музична школи.

## Відомі люди
Народжені:
- Власенко Тамара Тимофіївна (* 1942) — артистка розмовного жанру
- Сидяк Віктор Олександрович — радянський фехтувальник, шабліст, олімпійський чемпіон

Працювали:
- Дзбановський Борис Вікторович — український радянський архітектор
- Стасів Дмитро Іванович — український лікар, член Українського лікарського товариства

Заслані:
- Сеник Ірина Михайлівна — українська поетеса, дисидент
- Сорока Петро Степанович — актор, співак і режисер галицьких театрів
- Надрага Олександр Антонович — український вчений-правознавець